# Jaguar S.S.100
Der S.S. 100 wurde im Herbst 1935 parallel zum S.S. Jaguar 2 ½ Litre von der S.S. Cars Ltd auf den Markt gebracht, und zwar, wie sein Vorgänger S.S.90, als zweisitziger Roadster. Es ist das erste Fahrzeug, das den Namen Jaguar trägt. Im März 1945 wurde die Firma des Herstellers auf Jaguar umgeändert, da der Nationalsozialismus dem Kürzel SS ein negatives Image bescherte.
Der S.S. 100 hatte den gleichen Sechszylinder-Reihenmotor mit 2663 cm³ Hubraum und 102 bhp wie der S.S. Jaguar 2 ½ Litre, der von der Standard Motor Company mitsamt fertig montiertem Fahrwerk zugeliefert wurde. Über ein Viergang-Getriebe mit Mittelschaltung wurden die Hinterräder angetrieben. Der Roadster erreicht eine Höchstgeschwindigkeit von knapp 160 km/h – ca. 100 mph, daher die Ziffernbezeichnung im Namen.
Ab Ende 1937 gab es – wiederum wie bei der Limousine – wahlweise einen größeren Sechszylinder-Reihenmotor mit 3485 cm³ Hubraum und 125 bhp. Das so motorisierte Auto fuhr bis zu 164 km/h schnell. Bemerkenswert war ein als geschlossenes, zweisitziges Coupé karossiertes Exemplar des 3 ½ Litre, das auf der London Motor Show im Oktober 1938 gezeigt wurde, jedoch ein Einzelstück blieb.
Während vom 2 ½ Litre 191 Stück hergestellt wurden, brachte es der 3 ½ Litre auf nur 118 Stück. 1939 wurde die Produktion beider Modelle kriegsbedingt eingestellt. Erst mit dem Jaguar XK 120 wurde nach dem Zweiten Weltkrieg wieder ein Roadster angeboten.

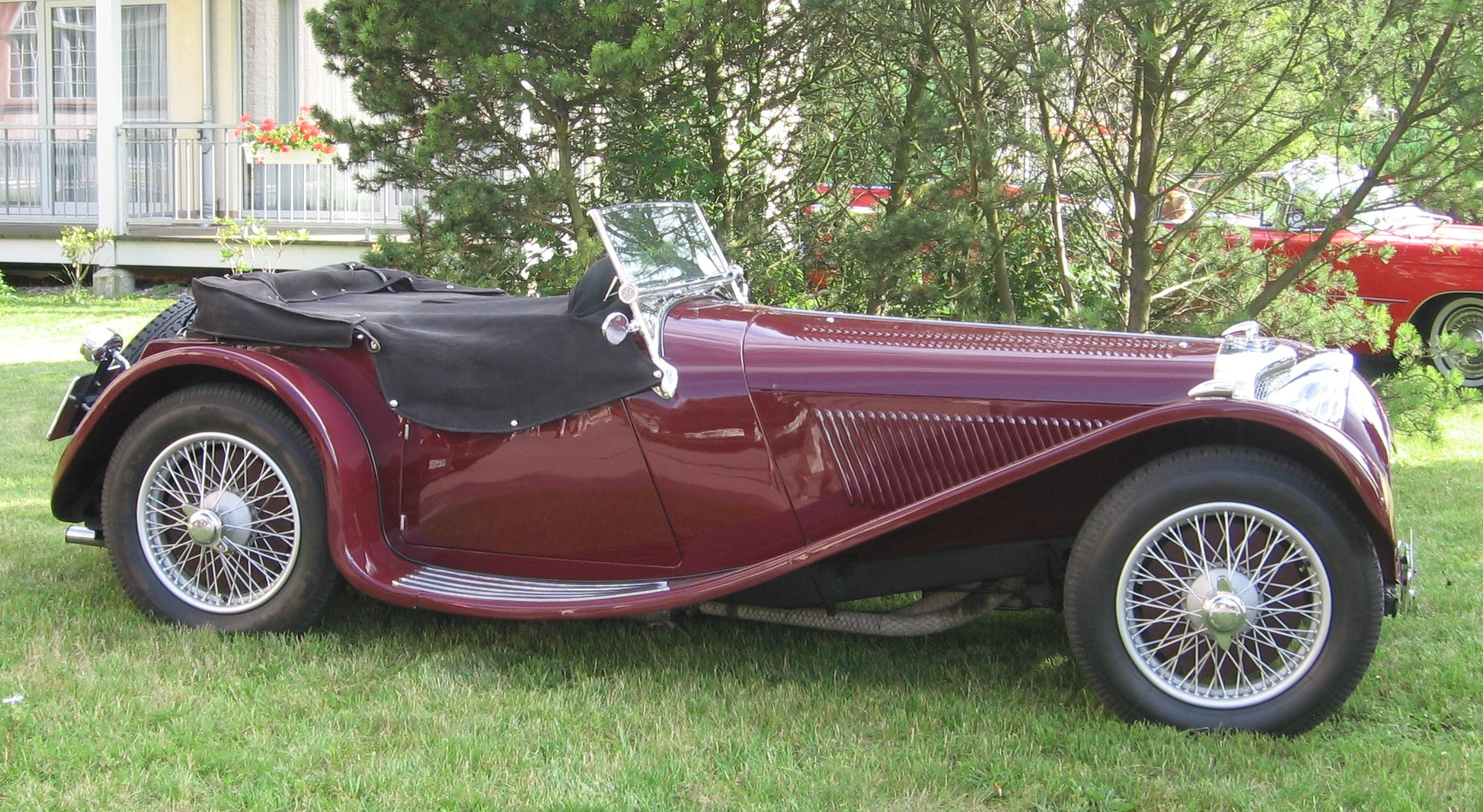
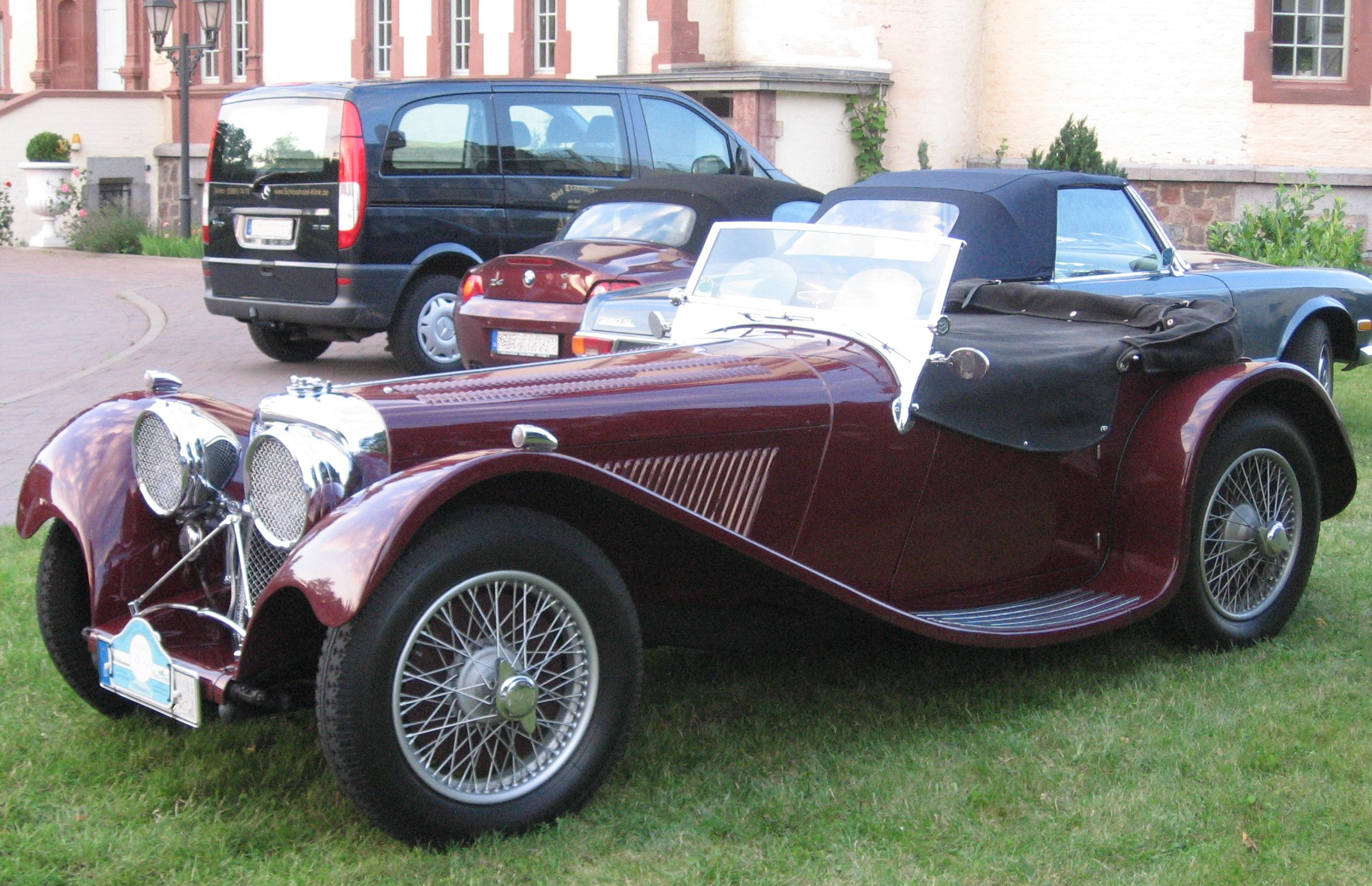
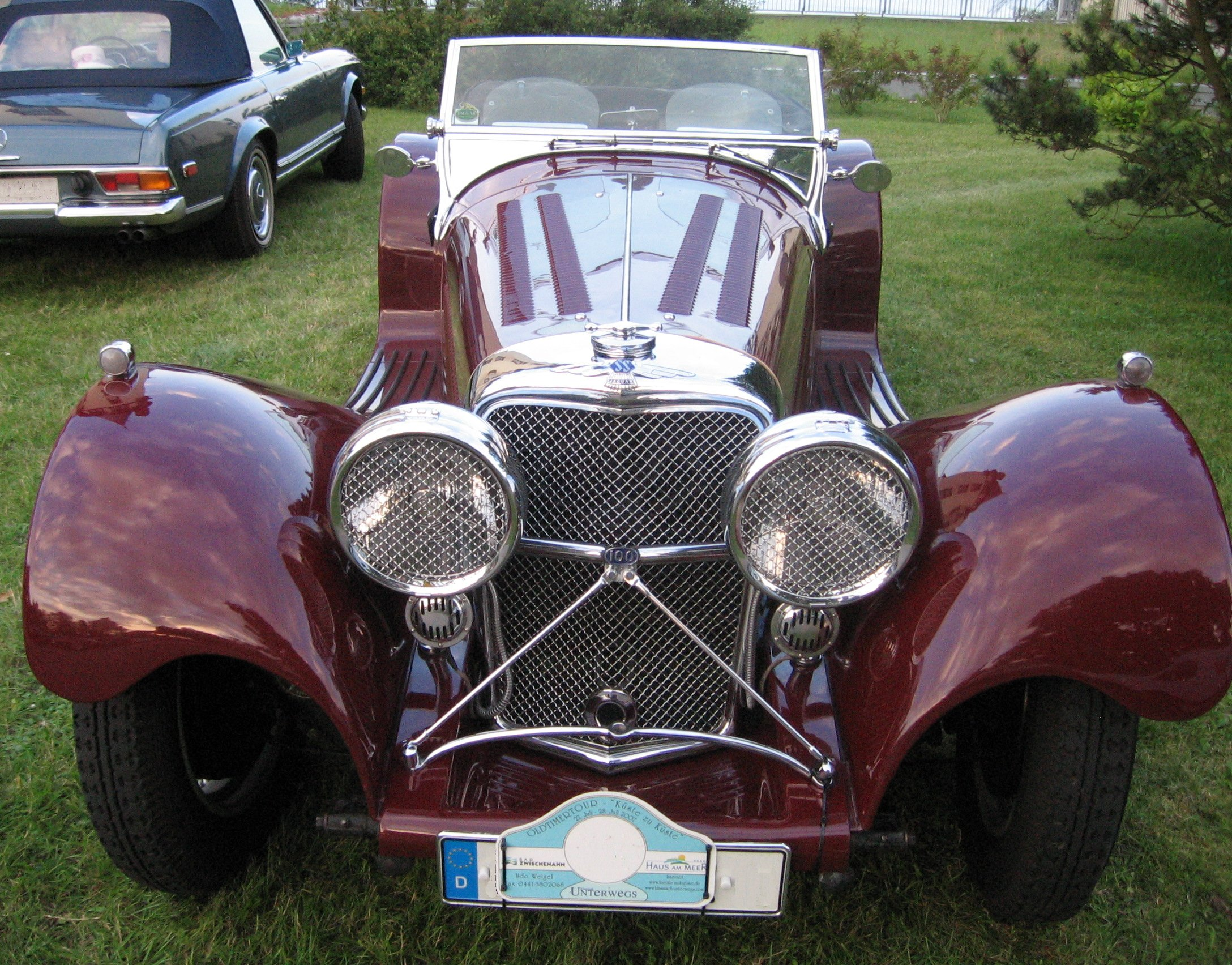
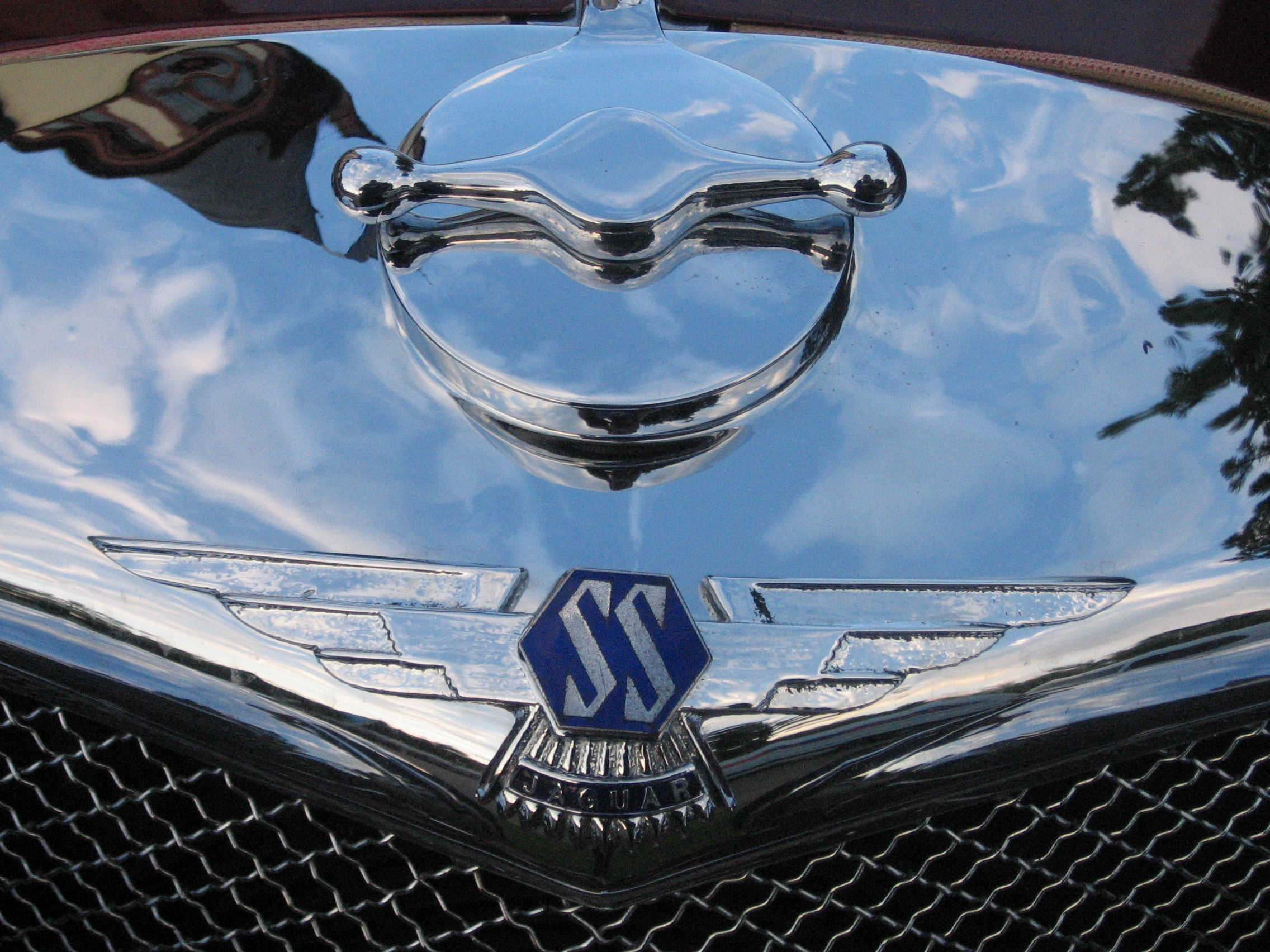

## Nachbau
Ein rein äußerlicher Nachbau auf Basis eines VW Käfers wurde 1982–1985 von J. M. Rousseau, Frankreich angeboten.
Von 1978 bis 1990 wurden von Antique & Classic, USA, sehr originalgetreue Replicas mit Motoren von 109 bis 135 PS gefertigt. Interessant ist die Version mit 135 PS (Originaldaten in Klammern):
Frontmotor Ford V6, 2,8 l, 135 PS, 1045 kg, 147 km/h (front R6, 3,5 l, 125 PS, 1043 kg, 164 km/h).
Durch die um 10 PS höhere Leistung (Leistungsgewicht 7,5 kg/PS) und die kürzere Übersetzung ergibt sich ein beeindruckendes, höheres Beschleunigungsvermögen als beim Originalfahrzeug.
Die niedrigen Wertangaben von Classic Data für 109 PS mit 28.000 € für Zustand 2 und 21.000 € für Zustand 3 werden dem wahren Wert dieser originalgetreuen Nachbauten nicht gerecht.
Für die seltene stärkste Version mit 135 PS liegen keine Wertangaben vor.
In Zusammenarbeit mit Edward Felbin fertigte Intermeccanica ab 1973 den Squire, auch eine Nachbildung des Jaguar S.S.100. Auf einen Leiterrahmen wurde eine offene Karosserie aus glasfaserverstärktem Kunststoff montiert. Ein Sechszylindermotor 4 Liter Hubraum vom Ford Maverick trieb die Fahrzeuge an. Hiervon entstanden 100 Fahrzeuge: 33 weiße, 32 gelbe, 30 rote und 5 grüne. Eine Hälfte hatte ein manuell geschaltetes Getriebe, die andere Automatikgetriebe.